# سیارک ۹۷۲۱
سیارک ۹۷۲۱ (به انگلیسی: 9721 Doty، نامگذاری:1980GB) نه هزار و هفتصد و بیست و یکمین سیارک کشف شده‌است که در ۱۴ آوریل ۱۹۸۰ کشف شد.
قدر مطلق سیارک برابر ۱۴٫۱۰ است.